# Green New Deal
Green New Deal, Nya gröna given, är en klimatpolitiskt strategi genom vilken det skapats en rad olika föreslagna reformpaket. Green New Deal blev allmänt känt genom det reformpaket som tagits fram av de två amerikanska demokratiska kongressledamöterna Ed Markey och Alexandria Ocasio-Cortez 2019. Ursprunget till de flera initiativen är en rapport som togs fram i Storbritannien 2008 under namnet "A Green New Deal", vilken syftade till en strategi för att motverka de negativa effekterna av finanskrisen och samtidigt motverka klimatkrisen. Grundprincipen för Green New Deal är att klimatproblemen är något vi måste investera oss ur. Förespråkare av Green New Deal har påpekat att de pengar som stater pumpat ut i ekonomin för att motverka effekterna av finanskrisen mindre ofta har gått till investeringar som skapar jobb, och mer ofta hamnat på spekulativa marknader, som aktie- och bostadsmarknaden. Man menar att det finns gott om pengar i samhället, som saknar reella investeringsmöjligheter. Green New Deal syftar till att styra om dessa pengar till gröna investeringar, vilket är tänkt att ställa om våra system till koldioxidneutrala samhällen och samtidigt skapa verkliga arbeten. Liksom klassisk finanspolitik och 1930-talets amerikanska New Deal, så utgår Green New Deal från att offentliga institutioner behöver låna för att investera sig ur problemen. Dessa lån är tänkta att återbetala sig själva i och med ökade arbetstillfällen och därmed ökade skatteintäkter i framtiden. Vissa menar därför att en Green New Deal är självfinansierande.
Av de många förslag som lagts av olika aktörer skiljer sig många markant ifrån varandra. T.ex. EU-kommissionens eget förslag "European Green Deal", där man tagit bort "New" ur namnet, har frångått New-Deal-principen. Kommissionens förslag utgår istället från att man ska investera i klimatpolitiska åtgärder genom att minska sina redan existerande utgifter i andra sektorer.

## Bakgrund
Green New Deal tar upp termen New Deal, som var Franklin D. Roosevelts reformpaket som infördes på 1930-talet för att motverka den stora depressionen genom offentliga investeringar tänkta att skapa arbete, löner och ny efterfrågan. Ett av flera projekt man investerade i var plantering av träd för att stoppa den långvariga torkan. Termen New Deal kommer från kortspel där korten blandas och omfördelas, dvs en ny start. Med Green New Deal ska en sådan ny början användas för att åstadkomma en omställning av industrisamhället. Initiativet utgick från Keynes ekonomiska teorier, där man övergivit idén om att arbetslösheten och depressionen skulle ta slut om man bara fick ned arbetarnas löner tillräckligt mycket. Keynes ansåg att ekonomiska kriser berodde på att efterfrågan minskade. Ju fler arbetslösa och ju lägre löner desto mindre vilja fanns det att spendera pengar, enligt Keynes. I kristider, när privata marknader inte tror på framtiden och således inte ville investera, så behöver staten, enligt Keynes, göra det istället. The New Deal var ett sådant projekt, man skulle genom investeringar i offentliga projekt, ekonomiskt stöd till arbetslösa mm., få igång efterfrågan, få liv i ekonomin och få slut på depressionen.
Uttrycket "Green New Deal" myntades först av Thomas Friedman 2007 i en New York Times artikel där han skrev att det skulle behövas en "Green New Deal". I artikeln skrev han:
| ”                                   | Om du sätter upp ett vindkraftverk eller några solpaneler på din gård, gratulera!. Men vi kan bara få en grön värld om vi förändrar vårt energisystem – slutar använda smutsigt kol eller olja och använder förnybar energi. Och det är ett enormt industriprojekt – mycket större än du anar. Men, liksom New Deal, om vi satsar en grön version av det finns en potential för att skapa en helt ny kraftindustri och föra vår ekonomi in i 2000-talet. | „ |
| – Thomas Friedman, 19 januari 2007. | |   |

En grupp av tio ekonomer, ekologer, gröna ideologer mm. som kom att kallas "the Green New Deal Group" i Storbritannien antog utmaningen och skrev tillsammans 2008 rapporten "A Green New Deal". Syftet var trefaldigt; att lösa problemet med global uppvärmning, att hantera energipriser efter Peak oil och att rädda världen ur en global depression som hotade i och med finanskrisen 2007/2008, en kris som en av skribenterna, ekonomen Ann Pettifor, hade förutspått om 2006. Enligt Ann Petitor, med fler, så löstes inte krisen 2008. Hon har argumenterat för att de pengar som stater och centralbanker tillfört finanssektorn för att stoppa en finansiell härdsmälta, aldrig riktigt nått den verkliga ekonomin för att istället fastna i finanssektorn där pengarna pressat upp bostadspriser, aktiebörser och andra spekulativa marknader. Hon menar att man helt enkelt sköt problemen till framtiden. Efter finanskrisen har man därför argumenterat för att en Green New Deal behövs för att få liv i den verkliga ekonomin. Investeringar i omställningen är tänkta att skapa gröna och hållbara jobb.
Flera olika förslag har dykt upp sedan dess, t.ex. så har Green Party i USA föreslagit att en Green New Deal skulle införas och nominerade Jill Stein som presidentkandidat vid valet 2012. Den paneuropeiska rörelsen Democracy in Europe Movement, DiEM25, skapade 2017 förslaget European New Deal, vilket även Ann Pettifor bidragit till. Förslaget vidareutvecklades till Green New Deal for Europe 2019, som flera andra organisationer också undertecknade.
Konceptet nådde allmän kännedom i och med kongressledamöterna Alexandria Ocasio-Cortez och Ed Markeys föreslagna Green New Deal i USA. Förslaget var, till skillnad från det brittiska förslaget, specifikt inriktat på hur det skulle ske i praktiken i ett land, USA. Till skillnad från den brittiska rapporten så fokuserade det amerikanska förslaget mindre på finansiering och mer på de reella investeringar som behövdes.

## GND i USA

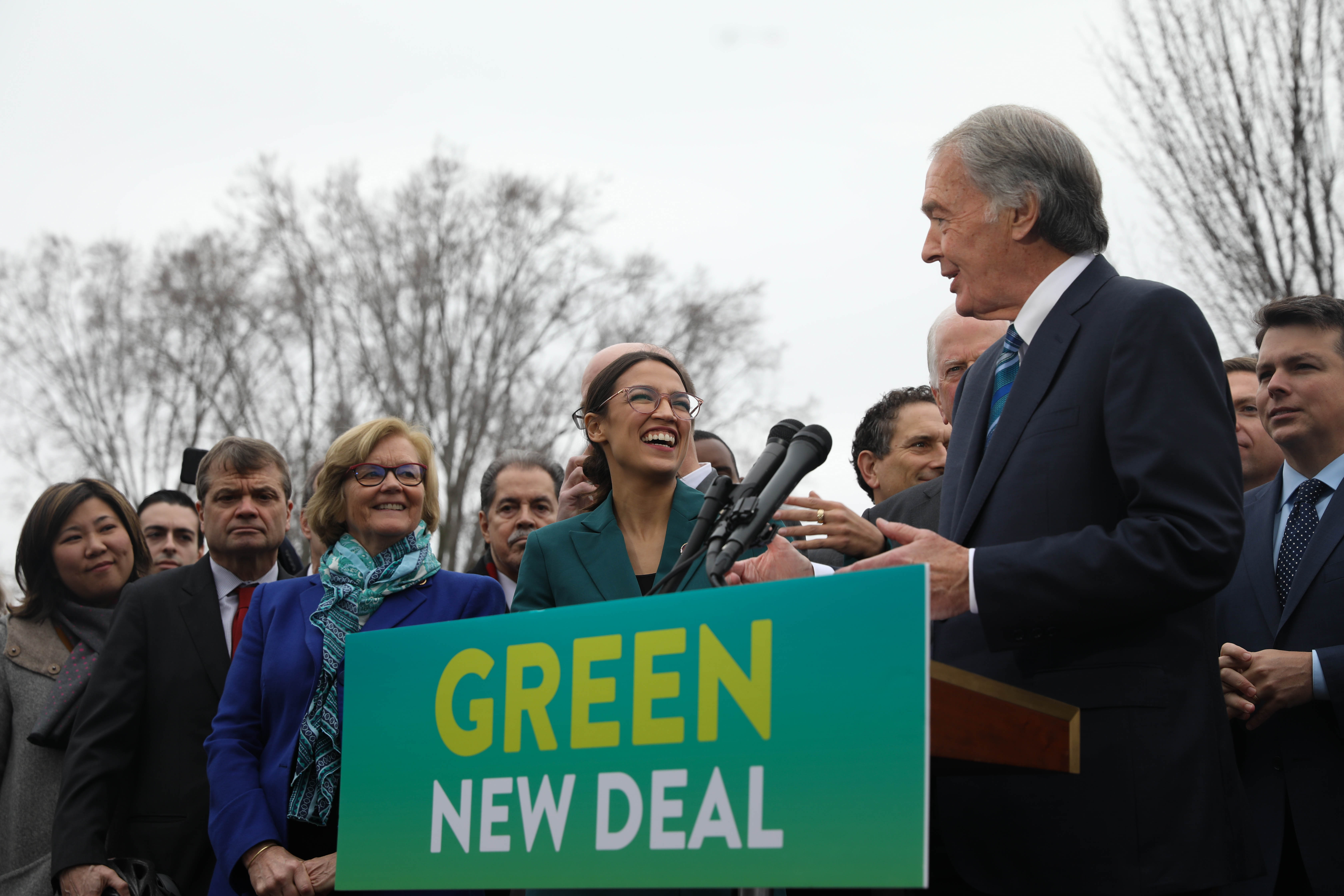
Green New Deal presenteras av Alexandria Ocasio-Cortez och Ed Markey

2018 presenterade en tankesmedja ett program för Green New Deal, som innehöll både förslag för att bekämpa arbetslöshet och global uppvärmning. En vecka efter mellanårsvalet i november organiserade Sunriserörelsen en demonstration utanför Nancy Pelosis kontor med uppmaningen att Demokratiska partiet skulle stödja Green New Deal. John Lewis, medborgarrättsaktivist och medlem av USA:s representanthus sedan 1987, stödjer förslaget till Green New Deal och uppmarar demokraterna att ta fram en klimathandlingsplan med 100 procent förnybara energikällor. Organisationer som stödjer initiativet GND är: 350.org, Greenpeace, Sierra Club, Extinction Rebellion och Jordens vänner.
Den 10 januari 2019 skickade  600 organisationer ett brev till kongressen, där de förklarade stöd för en politik för att minska utsläpp av växthusgaser genom att:
- stoppa all utvinning av olja, gas och kol.
- sluta subventionera fossil energi.
- övergång till 100 procent förnybar energi till 2035.
- utbyggnad av kollektivtrafik.

### Green New Deal Resolution
Senator Edward Markey och Alexandria Ocasio-Cortez, nyvald ledamot till USA:s representanthus släppte en 14-sidig resolution för Green New Deal den 7 februari 2019.
Den 11 februari 2019 skriver The Washington Post att resolutionen kräver en tioårig nationell mobilisering vars primära mål är:
1. Jobgaranti med en lön, tillräcklig för försörjning av familj, betald semester och pension till alla människor i USA.
2. Förse alla människor i USA med - (a) hälsovård av hög kvalitet; (b) prisvärda, säkra och tillräckliga bostäder; (c) ekonomisk säkerhet; och (d) tillgång till rent vatten, ren luft, hälsosam och prisvärd mat och natur.
3. Tillhandahålla resurser för utbildning hög kvalité, inklusive högre utbildning, till alla människor i USA.
4. Reparation och uppgradering av infrastrukturen i USA, genom att eliminera föroreningar och växthusgasutsläpp så mycket som är tekniskt genomförbart.
5. Bygga eller uppgradera elnät till att bli energieffektiva och smarta samt arbeta för att alla ska få tillgång till el.
6. Uppgradera alla befintliga byggnader i USA och bygga nya byggnader för att uppnå maximal energieffektivitet, vatteneffektivitet, säkerhet, prisvärdighet, komfort och hållbarhet.
7. Översyn av transportsystem för att eliminera föroreningar och växthusgasutsläpp från transportsektorn så mycket som är tekniskt genomförbart, inklusive investeringar i - (a) fordonsinfrastruktur – (b) ren, prisvärd och tillgänglig kollektivtrafik – (c) höghastighetståg.
8. Ekonomisk tillväxt i ren tillverkning för att eliminera föroreningar och utsläpp av växthusgaser från tillverkning och industri så mycket som är tekniskt genomförbart.
9. Samarbete med jordbrukare för att eliminera föroreningar och växthusgasutsläpp från jordbrukssektorn så mycket som det är tekniskt genomförbart.

### Kritik
Många stöder vissa mål för Green New Deal men uttrycker tvivel om genomförbarheten för en eller flera delar av den. John Holdren, tidigare vetenskaplig rådgivare för Obama, tycker att 2030-målet är för optimistiskt och säger att 2045 eller 2050 skulle vara mer realistiska.
USA:s största fackföreningarna AFL-CIO uttryckte i ett brev till Ocasio-Cortez starka förbehåll för GND och sade: "Vi välkomnar uppmaningen till arbetsrättigheter och dialog med fackföreninga men resolutionen Green New Deal tar inte upp specifika lösningar som om våra medlemmars jobb och kritik av vår ekonomi.

## GND i Kanada

I början av maj 2019 lanserade en koalition av närmare 70 grupper The Green Climate Action Plan. Koalitionen höll presskonferenser i Montreal, Toronto och Vancouver och krävde minskning av fossila bränsleutsläpp med 50 procent fram till år 2030.
Den 16 maj 2019 publicerade det kanadensiska Miljöpartiet en sammanfattning på fem sidor av deras plan med titeln Mission:Possible.

## GND i Australien
Det australiensiska miljöpartiet har förespråkat en grön plan, liknande Green New Deal, sedan 2009. Den 4 februari 2020 tillträdde Adam Bandt som ny ledare för miljöpartiet och skrev en debattartikel: Vi är ett smart och rikt land och om vi har modet att utmana de stora företagen och korrupta politiker, kan vi lösa dessa kriser”.

## GND i Europa

### Europeiska Unionen
I Europa fördes en kampanj för Green New Deal inför EU-valet 2019. I december 2020 presenterade den nyvalda ordföranden för Europeiska kommissionen, Ursula von der Leyen en plan för den europeiska gröna given. Jämfört med USA:s Green New Deal är den mindre ambitiös. Den syftar till  kolneutralitet 2050. Förslaget involverar varje sektor i ekonomin. Förslaget har frångått New Deal-principen eftersom den ska finansieras genom omfördelning av existerande EU-budget, och därmed inte tillför mer pengar till ekonomin. 

### Italien
Italiens nya regering meddelade den 3 september 2019 att de stöder Green New Deal och att alla offentliga investeringar bör prioritera miljöskydd, stöd för förnybara källor, skydd av hav och biologisk mångfald och kamp mot klimatförändringar.

### Storbritannien

New Economics Foundation uppdaterar Green New Deal-rapporten varje år. I mars 2019 uppmanade aktivistgruppen Extinction Rebellion Labour att förbinda sig att vidta radikala åtgärder för att fasa ut kolanvändning ur den brittiska ekonomin inom ett decennium. Denna uppmaning behandlades vid partiets kongress i oktober.

### Tyskland
I Tyskland har Allians 90/De gröna och Die Linke antagit förslaget Green New Deal. Förutom ekologer stöder ett antal ekonomer och politiker från andra partier också denna strategi. Worldwatch Institute och Heinrich Böll Foundation har tagit fram ett dokumentet för Green New Deal med nationella strategier för grundläggande omstrukturering av ekonomin och samhället.

### Österrike
Inför valet till Europaparlamentet den 26 maj 2019 begärde SPÖ en Green New Deal för EU. Katalogen över åtgärder mot klimatkrisen, som utvecklades av International Union of Socialist Youth kompletterade SPÖ:s valprogram för EU-valet.

## Efter Corona
Forskare vid WHO har sett att många pandemier beror på exploatering av naturen och förlust av biologisk mångfald. Om vi inte tar klimatkrisen på allvar, värnar om biologisk mångfald och ställer om jordbruket till agroekologi kommer världen drabbas av än värre pandemier.

## Originalcitat
1. ↑  ”If you have put a windmill in your yard or some solar panels on your roof, bless your heart. But we will only green the world when we change the very nature of the electricity grid – moving it away from dirty coal or oil to clean coal and renewables. And that is a huge industrial project – much bigger than anyone has told you. Finally, like the New Deal, if we undertake the green version, it has the potential to create a whole new clean power industry to spur our economy into the 21st century.”
2. ↑  We are a smart and wealthy country and if we have the guts to take on the big corporations and the weak politicians they have in their pocket, we can solve these crises.